# Campeonato de División Intermedia 1926 de la AAmF (Argentina)
El Campeonato de División Intermedia 1926 fue la decimosexta edición del torneo, la vigésimo octava temporada de la segunda categoría y la última del certamen en dicha categoría. También fue el octavo y último campeonato organizado por la Asociación Amateurs de Football.
Con los descensos suprimidos, los nuevos participantes fueron Perla del Plata, campeón de División Intermedia; Albión y Barracas Juniors, afiliados a la asociación.
El certamen consagró campeón por primera vez a Honor y Patria, tras vencer por 2 a 1 en el segundo desempate de la final a San Telmo, y ascendió a la Primera División — Sección B.

## Ascensos y descensos
| Pos. | Ascendidos a Primera División 1926 |
| ---- | ---------------------------------- |
| 1.°  | Talleres                           |

| Descendidos de Primera División 1925 |
| ------------------------------------ |
| No hubo                              |

| Pos. | Ascendidos de Segunda División 1925 |
| ---- | ----------------------------------- |
| 1.°  | Perla del Plata                     |

| Afiliados        |
| ---------------- |
| Albión           |
| Barracas Juniors |

| Relegados a Segunda División 1926 |
| --------------------------------- |
| Sud América                       |

| Desafiliados |
| ------------ |
| Boedo        |
| Rivadavia    |

El número de equipos disminuyó a 19.

## Sistema de disputa
Los equipos se dividieron en 2 grupos de 9 y 10 equipos; 
en cada uno se enfrentaron bajo el sistema de todos contra todos a 2 ruedas. El mejor de cada grupo accedió a la Fase final, donde se incorporó el campeón de la Asociación Amateurs Provincial.
Fase final
Se enfrentaron bajo eliminación directa a único partido, en caso de empate disputaron un nuevo partido.

## Equipos participantes
| Equipo                           | Ciudad          |
| -------------------------------- | --------------- |
| Acassuso                         | San Isidro      |
| Albión                           | Buenos Aires    |
| Alsina                           | Valentín Alsina |
| Barracas Juniors                 | Buenos Aires    |
| Bella Vista                      | Bella Vista     |
| Colombres                        | Buenos Aires    |
| Compañía General de Buenos Aires | Villa Madero    |
| Estudiantes de Bernal            | Bernal          |
| Gimnasia y Esgrima               | Lanús           |
| Honor y Patria                   | Bernal          |
| Liniers                          | Buenos Aires    |
| Lomas                            | Lomas de Zamora |
| Nacional                         | Buenos Aires    |
| Perla del Plata                  | Buenos Aires    |
| Atl. San Fernando                | San Fernando    |
| Sp. San Isidro                   | San Isidro      |
| San Telmo                        | Buenos Aires    |
| Villa Ballester                  | Villa Ballester |
| Wilde                            | Wilde           |

## Sección 1

### Tabla de posiciones
| Pos. | Equipo            | Pts. | J  | G  | E | P  | GF | GC | DG  |
| ---- | ----------------- | ---- | -- | -- | - | -- | -- | -- | --- |
| 1.°  | San Telmo         | 33   | 18 | 15 | 3 | 0  | 37 | 5  | 32  |
| 2.°  | Villa Ballester   | 32   | 18 | 14 | 4 | 0  | 49 | 15 | 34  |
| 3.°  | Liniers           | 24   | 18 | 10 | 4 | 4  | 25 | 15 | 10  |
| 4.°  | Acassuso          | 21   | 18 | 8  | 5 | 5  | 27 | 15 | 12  |
| 5.°  | Albión            | 18   | 18 | 7  | 6 | 5  | 19 | 14 | 5   |
| 6.°  | Nacional (VS)     | 14   | 18 | 5  | 4 | 9  | 17 | 23 | -6  |
| 7.°  | Bella Vista       | 14   | 18 | 5  | 4 | 9  | 22 | 38 | -16 |
| 8.°  | Sp. San Isidro    | 12   | 18 | 3  | 6 | 9  | 16 | 31 | -15 |
| 9.°  | Atl. San Fernando | 7    | 18 | 2  | 3 | 13 | 8  | 36 | -28 |
| 10.° | Colombres         | 3    | 18 | 1  | 1 | 16 | 12 | 40 | -28 |

|  | Clasificó a la Fase final. |

### Resultados
| 18 de abril | San Telmo | 3:0 (0:0) | Liniers | Cancha de San Telmo, Dock Sud |                            |
|             | Santamaría · Somón · Nouche · Scarpato · Valle · Oliva · Medina · Repetto · Vecchia · Canadá · Césari · Scarpato 50' (pen.) · Medina 55', 82' | Reporte   |         | Árbitro(s): Nicolás Napole    | Árbitro(s): Nicolás Napole |

| 25 de abril | Atl. San Fernando | 0:1     | San Telmo                                                                           |  |  |
|             |                   | Reporte | Santamaría Nouche Somón Scarpato Valle Pérez Medina Repetto Mauricio Vecchia Césari |  |  |

| 2 de mayo | San Telmo | 2:0 (1:0) | Sp. San Isidro                                                              | Cancha de San Telmo, Dock Sud |  |
|           | Santamaría · Nouche · Somón · Pérez · Valle · Scarpato · Medina · Repetto · Mauricio · Canadá · Césari · Canadá 24' · Medina 60' | Reporte   | Losavio Durante Coto Bru Loaysa Barbatto Carmona Navsa Nerdi Suárez Barrera |                               |  |

## Sección 2
| Pos. | Equipo                 | Pts. | J  | G  | E | P  | GF | GC | DG  |
| ---- | ---------------------- | ---- | -- | -- | - | -- | -- | -- | --- |
| 1.°  | Honor y Patria (B)     | 27   | 16 | 14 | 1 | 1  | 49 | 6  | 43  |
| 2.°  | Perla del Plata        | 22   | 16 | 9  | 4 | 3  | 26 | 20 | 6   |
| 3.°  | Estudiantes de Bernal  | 20   | 16 | 8  | 4 | 4  | 15 | 16 | -1  |
| 4.°  | Compañía General       | 19   | 16 | 8  | 3 | 5  | 28 | 14 | 14  |
| 5.°  | Alsina                 | 19   | 16 | 8  | 3 | 5  | 14 | 19 | -5  |
| 6.°  | Wilde                  | 12   | 16 | 4  | 4 | 8  | 9  | 20 | -11 |
| 7.°  | Gimnasia y Esgrima (L) | 9    | 16 | 3  | 3 | 10 | 7  | 22 | -15 |
| 8.°  | Barracas Juniors       | 8    | 16 | 3  | 2 | 11 | 10 | 30 | -20 |
| 9.°  | Lomas                  | 6    | 16 | 3  | 0 | 13 | 17 | 28 | -11 |

|  | Clasificó a la Fase final. |

## Fase final
En cada cruce se muestra el resultado global.
|  | Semifinales            | Semifinales |                |           | Final | Final |  |
|  |                        |             |                |           |       |       |  |
|  |                        |             |                |           |       |       |  |
|  | San Telmo              | 2           |                |           |       |       |  |
|  | San Telmo              | 2           |                |           |       |       |  |
|  | Conservación y Tráfico | 0           |                |           |       |       |  |
|  | Conservación y Tráfico | 0           |                | San Telmo | 2     |       |  |
|  |                        |             |                | San Telmo | 2     |       |  |
|  |                        |             | Honor y Patria | 3         |       |       |  |
|  |                        |             | Honor y Patria | 3         |       |       |  |
|  |                        |             |                |           |       |       |  |
|  |                        |             |                |           |       |       |  |
|  |                        |             |                |           |       |       |  |
|  |                        |             |                |           |       |       |  |

### Semifinales
| 19 de diciembre de 1926 | San Telmo | 2:0 (0:0) | Conservación y Tráfico | Estadio Sportivo Barracas, Buenos Aires |  |
|                         | Vecchia   | Reporte   |                        |                                         |  |

### Final
| 26 de diciembre de 1926 | San Telmo | 1:1 (1:0) | Honor y Patria | Estadio de Racing, Avellaneda    |                                  |
|                         | Vecchia   | Reporte   | Olivari        | Árbitro(s): Consolatto Nay Foino | Árbitro(s): Consolatto Nay Foino |

#### Desempates
| 10 de enero de 1927 | San Telmo | 0:0     | Honor y Patria | Estadio de River Plate, Buenos Aires |                                  |
|                     |           | Reporte |                | Árbitro(s): Consolatto Nay Foino     | Árbitro(s): Consolatto Nay Foino |

| 17 de enero de 1927 | San Telmo   | 1:2 (1:0) | Honor y Patria    | Estadio de River Plate, Buenos Aires |                                  |
|                     | Vecchia 24' | Reporte   | 51' (68) González | Árbitro(s): Consolatto Nay Foino     | Árbitro(s): Consolatto Nay Foino |

|                                        |
|                                        |
| Campeón Honor y Patria (B) 1.er título |